# 2002 en Algérie
Chronologie de l’Algérie
- 1998
- 1999
- 2000
- 2001
- 2002
- 2003
- 2004
- 2005
- 2006

Cet article présente les faits marquants de l'année 2002 en Algérie ou relatifs à l'Algérie; datation selon le calendrier grégorien.

## Événements
- 8 février : le chef du GIA, Antar Zouabri est tué à Boufarik, par l'armée algérienne.
- 5 mai : embuscade de Mizrana (opération Mizrana ); attaque par le Groupe salafiste pour la prédication et le combat d'un convoi militaire algérien.
- 30 mai : Élections législatives algériennes de 2002 pour élire les 389 députés de l'Assemblée populaire nationale de l'Algérie.
- 17 juin : Gouvernement Benflis III.
- 5 juillet : l'explosion d'une bombe fait au moins 35 morts sur le marché de Larbaa[1].

## Sports

### Football
- Équipe d'Algérie de football en 2002
- Finale de la Coupe de la CAF 2002
- Championnat d'Algérie de football 2001-2002
- Championnat d'Algérie de football 2002-2003
- Championnat d'Algérie de football de deuxième division 2001-2002
- Championnat d'Algérie de football de deuxième division 2002-2003
- Championnat d'Algérie de football de troisième division 2001-2002
- Championnat d'Algérie de football de troisième division 2002-2003
- Coupe d'Algérie de football 2001-2002
- Coupe d'Algérie de football 2002-2003
- Saison 2001-2002 de l'USM Alger
- Saison 2002-2003 de l'USM Alger
- Saison 2001-2002 de l'USM Blida
- Saison 2002-2003 de l'USM Blida
- Saison 2001-2002 du MO Constantine
- Saison 2002-2003 du MO Constantine

### Gymnastique
- Championnats d'Afrique de gymnastique artistique 2002
- Championnats d'Afrique de gymnastique rythmique 2002

### Trampoline
- Championnats d'Afrique de trampoline 2002

## Culture

### Cinéma
- Rachida, film algéro-français réalisé par Yamina Bachir-Chouikh, sorti en 2002. Il s'agit du premier long-métrage de la réalisatrice.

### Littérature
- Fellag, C'est à Alger, JC Lattès, 2002, 216 p. (ISBN 9782709623698).

## Naissances en 2002
- Naissance en Algérie en 2002

## Décès en 2002
- Décès en Algérie en 2002